# Potosí (ron)
Potosí es una marca registrada de ron destilado y embotellado en la Destilería Ron Huasteco Potosí, en Ciudad Valles, San Luis Potosí, México.

## Historia
Los empresarios españoles Santiago Dañobeitia y Miguel Dorcas Berro fundaron en 1938 la Destilería Ron Huasteco Potosí, en Boulevard México - Laredo 2315, Lomas de Santiago, 79092 Ciudad Valles, S.L.P.
En el decenio de 1960 la popularidad de que disfrutó esta bebida llevó a la marca a alcanzar una producción de 102 mil litros semanales (tres camiones cisterna de 34 mil litros cada uno), para ser distribuida en otros estados de la República e incluso en otros países.
La fábrica de Ciudad Valles cerró sus puertas en 1996, y los empresarios trasladaron la producción al estado de Aguascalientes. En 2019 las labores de destilación y embotellamiento regresaron a la ciudad de la Huasteca Potosina, para añejar y envasar este licor de caña en la primera planta en la que habían comenzado labores en el año 1938.
Actualmente (2022) en zonas de las 24.7 hectáreas propiedad de la Destilería Ron Huasteco Potosí se cuenta con museo, galería, hostal, hotel-boutique, restaurante y bar, lo que ha servido para promover turísticamente a la población, puerta de entrada a la Huasteca Potosina.

### Presentaciones
- Blanco
- Añejo, 5 Años
- Extraañejo, 8 Años